# Old Boys Network

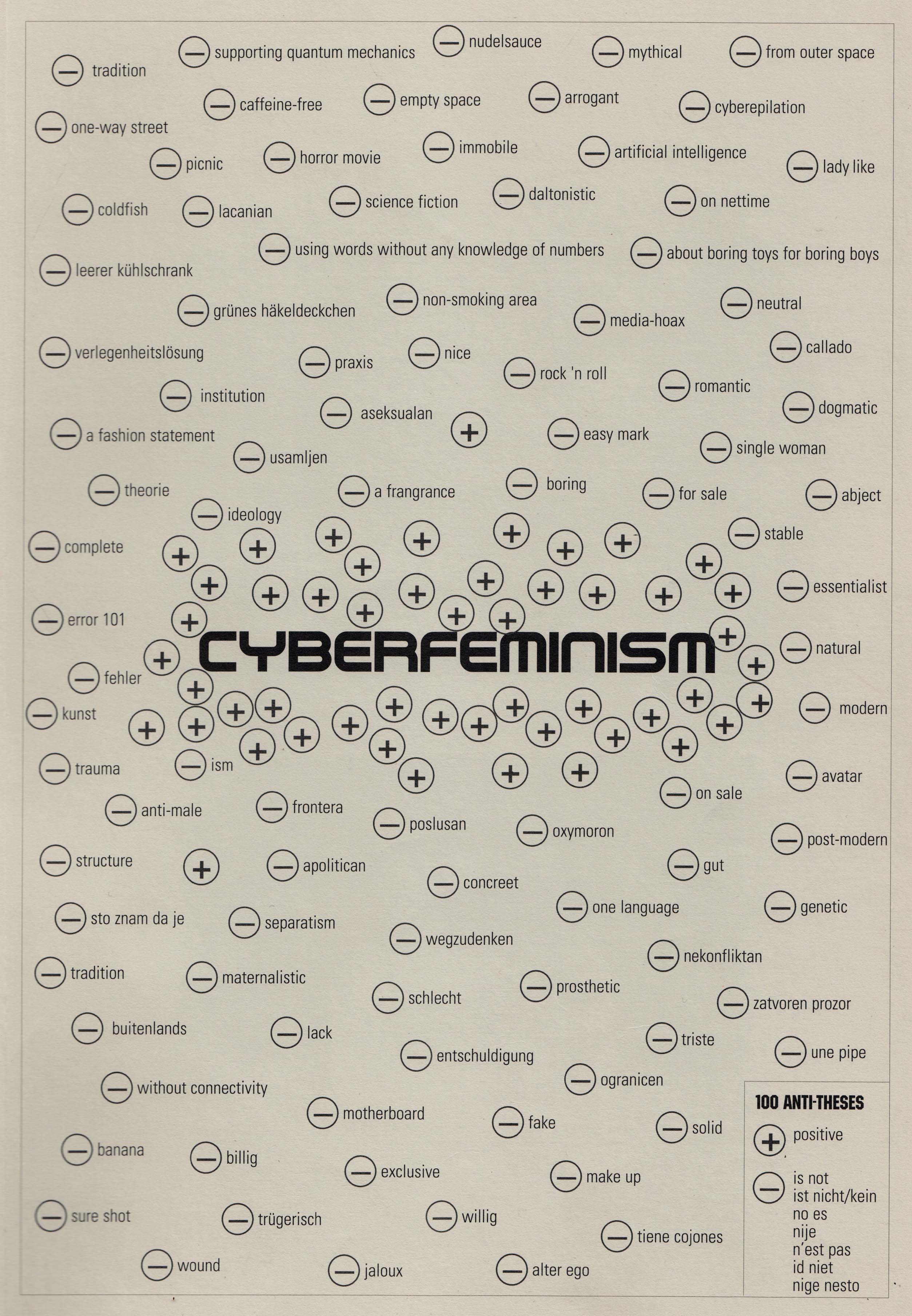
Old Boys Network, 100 Anti-Theses of Cyberfeminism, 1997.

Das Old Boys Network (OBN) wurde 1997 in Berlin gegründet. Unter dem Begriff Cyberfeminismus trägt das Netzwerk zum kritischen Diskurs über neue Medien bei, wobei der Schwerpunkt auf genderspezifischen Aspekten liegt. Das OBN gilt als »erste internationale cyberfeministische Allianz«. Die OBN-Mitglieder brachten unterschiedliche Hintergründe aus Kunst, Aktivismus, Wissenschaft und Technologie ein, was dem Netzwerk eine interdisziplinäre und globale Perspektive verlieh. Seit den Anfängen verändert sich das Netzwerk aufgrund wechselnder Mitglieder ständig.

## Ziele und Philosophie
Die Philosophie von Old Boys Network (OBN) basierte auf den Grundprinzipien des Cyberfeminismus, einer Bewegung, die Technologie als potenziellen Raum für die Dekonstruktion traditioneller Geschlechterrollen betrachtete. OBN förderte die Idee, dass das Internet und digitale Technologien als Werkzeuge genutzt werden könnten, um feministische Utopien zu schaffen und hegemoniale Machtstrukturen zu untergraben. Ein zentraler Gedanke war, dass Geschlecht in digitalen Räumen neu verhandelt werden könnte. Durch Kunst, Theorie und Aktivismus wollte OBN aufzeigen, wie Frauen und nicht-binäre Personen digitale Technologien nicht nur nutzen, sondern aktiv mitgestalten können.

## Arbeitsweise
Das Netzwerk war Gastgeberin zahlreicher Konferenzen, Ausstellungen und Diskussionsforen, die Cyberfeminismus und seine Implikationen untersuchten. Einige der Aktivitäten waren:
- Die Cyberfeministische Internationale (CFI): Eine Serie von Konferenzen, die erstmals 1997 in Kassel stattfand und die globalen Verbindungen zwischen Cyberfeministinnen stärkte. Diese Veranstaltungen kombinierten Vorträge, Performances und interaktive Workshops.
- Theorien und Manifeste: OBN veröffentlichte Schriften und Manifeste, die Cyberfeminismus definierten und weiterentwickelten, darunter das First Cyberfeminist International Manifest, das aus mehreren widersprüchlichen Aussagen bestand und die Vielfalt und Heterogenität innerhalb der Bewegung betonte.
- Kunstprojekte: Viele Mitglieder des Netzwerks nutzten digitale Kunst als Medium, um feministische Themen zu erforschen.

Die Gruppe wollte hybride Räume schaffen, um zu forschen, zu experimentieren, zu kommunizieren und zu handeln. Sie wirkten sowohl in virtuellen Räumen, durch einen Server und eine Mailingliste, als auch mittels Treffen wie Workshops und internationalen Konferenzen. All ihre Aktivitäten haben das Ziel, verschiedenen künstlerischen und politischen Ausdrucksformen unter dem Dach des Cyberfeminismus eine kontextualisierte Präsenz zu verleihen. Das Netzwerk war Gastgeberin zahlreicher Konferenzen, Ausstellungen und Diskussionsforen, die Cyberfeminismus und seine Implikationen untersuchten. Das Projekt bestimmt dabei nicht, was unter dem Begriff Cyberfeminismus zu verstehen ist. Die Arbeitsweisen werden offengelegt und der Konsens besteht darin, dass jede eine verschiedene Meinung vertritt.
Die Gründungsmitglieder waren Susanne Ackers (Berlin), Valie Djordjević (Berlin), Ellen Nonnenmacher (Berlin), Julianne Pierce (VNS Matrix, Sydney) und Cornelia Sollfrank (Hamburg/Berlin). Nach der Ersten Cyberfeministischen Internationalen bildete sich eine sogenannte "core group", die aus acht OBN Mitgliedern bestand: Susanne Ackers, Verena Kuni (Frankfurt), Julianne Pierce (VHS Matrix, Sydney), Helene von Oldenburg (Rastede/Hamburg), Claudia Reiche (Hamburg), Cornelia Sollfrank (Hamburg/Berlin), Yvonne Volkart (Zürich), und Faith Wilding (Pittsburgh). Weitere Mitglieder waren unter anderen: Alla Mitrofanova (St. Petersburg), Shu Lea Cheang, Sabine Helmers, Diana McCarty, Rasa Smite, Rena Tangens, Mare Tralla, María Fernández, Ursula Biemann, Kathy Rae Huffman, Janine Sack, Laurence Rassel und Ulrike Bergermann.

## Events
- first Cyberfeminist International, Konferenz, Hybrid Workspace / Orangerie, Documenta X, Kassel, 20.–28.9.1997[5]
- next Cyberfeminist International, Konferenz, Rotterdam, 8.–13.3.1999
- obn@n5m. Feminism & Media Strategies, Amsterdam, Festival for Tactical Media, n5m3, 12. März 1999
- OBN@IFCA, Maribor, Präsentation What is Cyberfeminism?, International festival of computer arts, 11. Mai 1999[6]
- OBN@APIC'95, Performance "Suck my Code. Performing Cyberfeminism", Frankfurt am Main, 14.05.1999[7]
- OBN@Informatica Feminale, Präsentation What is Cyberfeminism?, Bremen, 21.09.1999[8]
- OBN@ZKM, Performance, ZKM, Karlsruhe, 16. Oktober 1999. Performativer Beitrag zur Ausstellung net_condition.
- OBN@IFU, Präsentation, Universität Hamburg, 24. August 2000
- OBN@Liquid Hacking Laboratory, Ausstellung und Workshop, Nürnberg, 22.09. – 22.10.2000[9]
- The Truth about Cyberfeminism, Performance bei Dialoge und Debatten, ein internationales Symposium über feministische Positionen in der zeitgenössischen bildenden Kunst, Die Höge, Högenhausen, 22.–24 Oct 2000
- OBN@venice biennale, Intervention, Venedig, 9. Juni 2001[10]
- very Cyberfeminist International, Konferenz, Lichtmess-Kino, Hamburg, 13.–16.12.2001[11]
- Technics of Cyberfeminism. <mode = message>, Symposium, Künstlerhaus am Deich (Galerie); organized by Thealit (Andrea Sick, Claudia Reiche) in association with the exhibition Cyberfem Spirit – Spirit of Data at Edith-Russ-Haus in Oldenburg and the very Cyberfeminist International in Hamburg, Bremen, 07.12. – 09.12.2001
- Cyberfem Spirit – Spirit of Data, Ausstellung im Edith-Ruß-Haus für Medienkunst, Oldenburg, 01.12.2001 – 13.01.2002[12]

## Publikationen
- 100 Anti-Theses of Cyberfeminism, 1997.[13]
- First Cyberfeminist International: Old Boys Network Reader 1, Hrsg. Cornelia Sollfrank und Old Boys Network, obn, 1998[14]
- Cornelia Sollfrank, Old Boys Network (Hrsg.): Next Cyberfeminist International. Rotterdam, March 8-11, 1999. (=Old Boys Network Reader 2). OBN 1999, ISBN 978-3-93355-714-8 (Online).
- Helene von Oldenburg, Claudia Reiche (Hrsg.): Very Cyberfeminist International: OBN Conference Hamburg, December 13–16, 2001 (=Old Boys Network Reader 3). b_books, Berlin 2002, ISBN 978-3-93355-734-6 (online).
- Claudia Reiche, Andrea Sick (Hrsg.): Technics of Cyber ‹ › Feminism. ‹mode=message›. Thealit Frauen.Kultur.Labor., Bremen 2002, ISBN 978-3-93092-403-5.
- Claudia Reiche, Verena Kuni (Hrsg.): Cyberfeminism: Next Protocols. Autonomedia, New York und London 2004, ISBN 978-1-57027-149-6.

## Film
- Janine Sack: Processing Cyberfeminism, 1999, 15 Min. (Videoserie)